# Raivydas Stanys
Raivydas Stanys (né le 3 février 1987 à Rokiškis) est un athlète lituanien, spécialiste du saut en hauteur.

## Biographie
Son record est de 2,28 m, réalisé à Besançon le 14 juin 2011. Il a participé aux Championnats d'Europe en salle à Turin en 2009 et aux Championnats du monde junior à Pékin en 2006.
Il participe aux Championnats d'Europe 2012 d'Helsinki. Il y remporte la médaille d'argent du saut en hauteur après avoir amélioré son record personnel en effaçant une barre à 2,31 m à sa deuxième tentative. Il est dominé par le Britannique Robbie Grabarz qui le devance au nombre d'essais franchis.

## Palmarès
| Date | Compétition                       | Lieu      | Résultat | Marque |
| ---- | --------------------------------- | --------- | -------- | ------ |
| 2011 | Championnats d'Europe par équipes | Novi Sad  | 2e       | 2,18 m |
| 2011 | Universiade                       | Shenzhen  | 5e       | 2,24 m |
| 2012 | Championnats d'Europe             | Helsinki  | 2e       | 2,31 m |
| 2013 | Championnats d'Europe par équipes | Kaunas    | 1er      | 2,21 m |
| 2013 | Universiade                       | Kazan     | 7e       | 2,20 m |
| 2014 | Championnats d'Europe par équipes | Tallinn   | 3e       | 2,19 m |
| 2014 | Championnats d'Europe             | Zurich    | finale   | NM     |
| 2015 | Championnats d'Europe par équipes | Heraklion | 4e       | 2,20 m |

## Records
| Épreuve         | Épreuve   | Performance | Lieu     | Date            |
| --------------- | --------- | ----------- | -------- | --------------- |
| Saut en hauteur | Plein air | 2,31 m      | Helsinki | 29 juin 2012    |
| Saut en hauteur | Salle     | 2,28 m      | Vilnius  | 31 janvier 2015 |